# Zauclophora pelodes
Zauclophora pelodes är en fjärilsart som beskrevs av Turner 1900. Zauclophora pelodes ingår i släktet Zauclophora och familjen plattmalar. Inga underarter finns listade i Catalogue of Life.